# Bezirk Brugg
| Sitze im Grossen Rat (2025–2028)                                            |
| Insgesamt 10 Sitze - Grüne: 1 - SP: 2 - GLP: 1 - Mitte: 1 - FDP: 2 - SVP: 3 |

Fahne

Einwohnerzahl

Der Bezirk Brugg ist ein Bezirk des Kantons Aargau in der Schweiz. Er umfasst 20 Einwohnergemeinden. Er wurde aus dem nördlichen Teil des Berner Aargaus (Unteraargau) geschaffen und setzte sich aus den ehemaligen Ämtern Bözberg, Schenkenberg und dem Eigenamt zusammen, was im Wesentlichen die Gebiete beidseits des Bözbergs, des Geissbergs und das Birrfeld zwischen Aare und Reuss umfasst. Der Teil nördlich der Aare liegt im Aargauer Jura, während der Südliche zum Mittelland zählt.
Die Gemeinde Brunegg gehörte bis 1840 ebenfalls zum Bezirk Brugg, wurde dann aber dem Bezirk Lenzburg zugeteilt.
Die Gemeinde Hottwil schloss sich per 1. Januar 2010 mit den vier Gemeinden Etzgen, Mettau, Oberhofen und Wil des Bezirks Laufenburg zur Gemeinde Mettauertal zusammen. Die neue Gemeinde liegt im Bezirk Laufenburg, inklusive des Gemeindebanns von Hottwil.
Die Gemeinden Bözen, Effingen und Elfingen schlossen sich per 1. Januar 2022 mit der Gemeinde Hornussen des Bezirks Laufenburg zur Gemeinde Böztal zusammen. Die neue Gemeinde liegt im Bezirk Laufenburg, inklusive des Banns der drei ehemals selbständigen Brugger Gemeinden.

## Einwohnergemeinden
| Wappen      | Name der Gemeinde | Einwohner (31. Dezember 2023) | Fläche in km² | Einw. pro km² |
| ----------- | ----------------- | ----------------------------- | ------------- | ------------- |
| Auenstein   | Auenstein         | 1728                          | 5,68          | 304           |
| Birr        | Birr              | 4718                          | 5,05          | 934           |
| Birrhard    | Birrhard          | 921                           | 3,00          | 307           |
| Bözberg     | Bözberg           | 1670                          | 15,50         | 108           |
| Brugg       | Brugg             | 13'288                        | 8,25          | 1611          |
| Habsburg    | Habsburg          | 435                           | 2,23          | 195           |
| Hausen      | Hausen (AG)       | 3796                          | 3,20          | 1186          |
| Lupfig      | Lupfig            | 3359                          | 8,45          | 398           |
| Mandach     | Mandach           | 346                           | 5,54          | 62            |
| Mönthal     | Mönthal           | 405                           | 3,94          | 103           |
| Mülligen    | Mülligen          | 1078                          | 3,16          | 341           |
| Remigen     | Remigen           | 1385                          | 7,87          | 176           |
| Riniken     | Riniken           | 1555                          | 4,76          | 327           |
| Rüfenach    | Rüfenach          | 874                           | 4,17          | 210           |
| Schinznach  | Schinznach        | 2430                          | 12,24         | 199           |
| Thalheim    | Thalheim (AG)     | 931                           | 9,92          | 94            |
| Veltheim    | Veltheim (AG)     | 1563                          | 5,24          | 298           |
| Villigen    | Villigen          | 2139                          | 11,21         | 191           |
| Villnachern | Villnachern       | 1677                          | 5,75          | 292           |
| Windisch    | Windisch          | 8060                          | 4,91          | 1642          |
| Brugg       | Total (20)        | 52'358                        | 130,07        | 403           |

Stand: 1. Januar 2022

## Veränderungen im Gemeindebestand

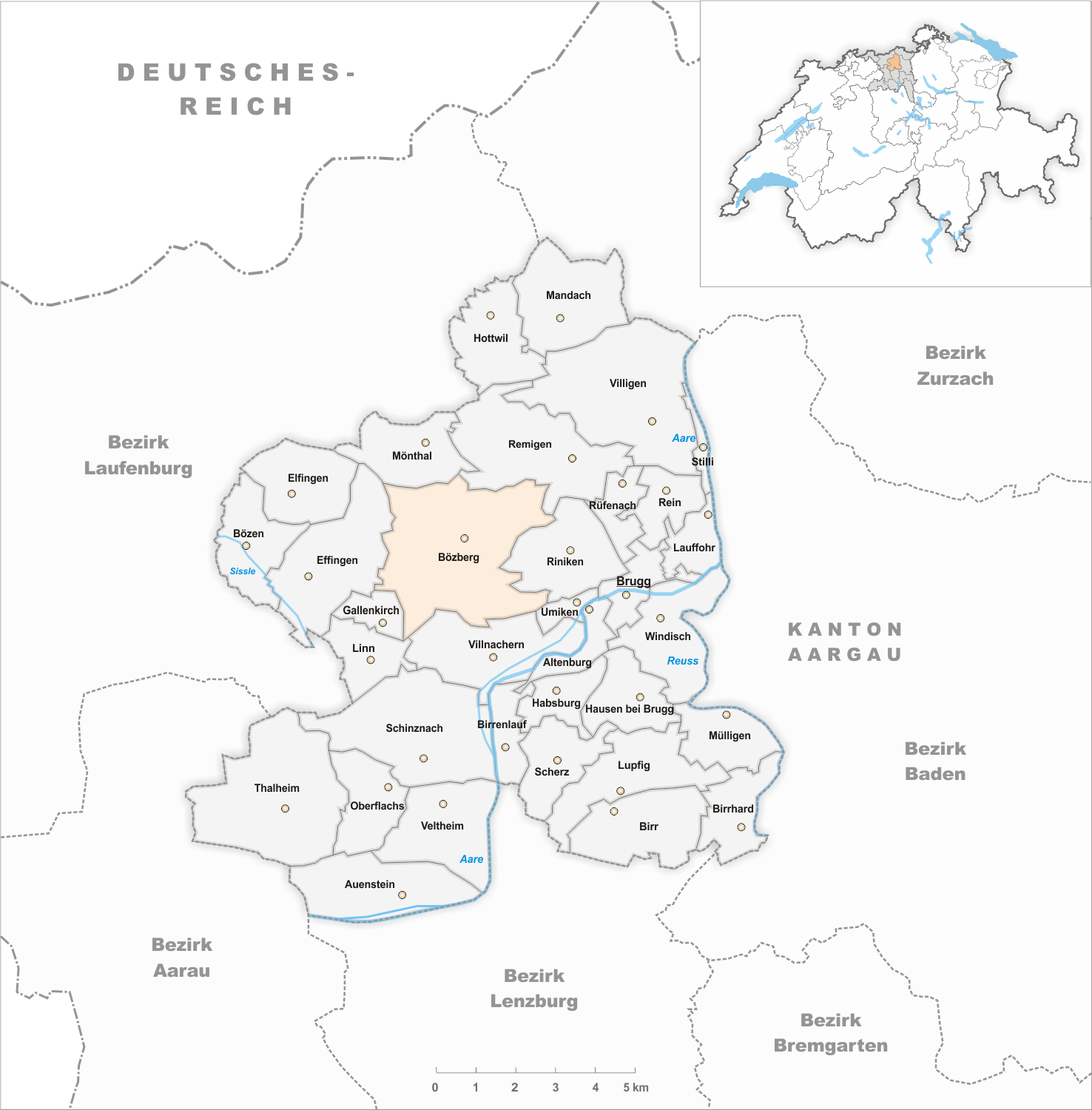
Gemeinden bis 1872
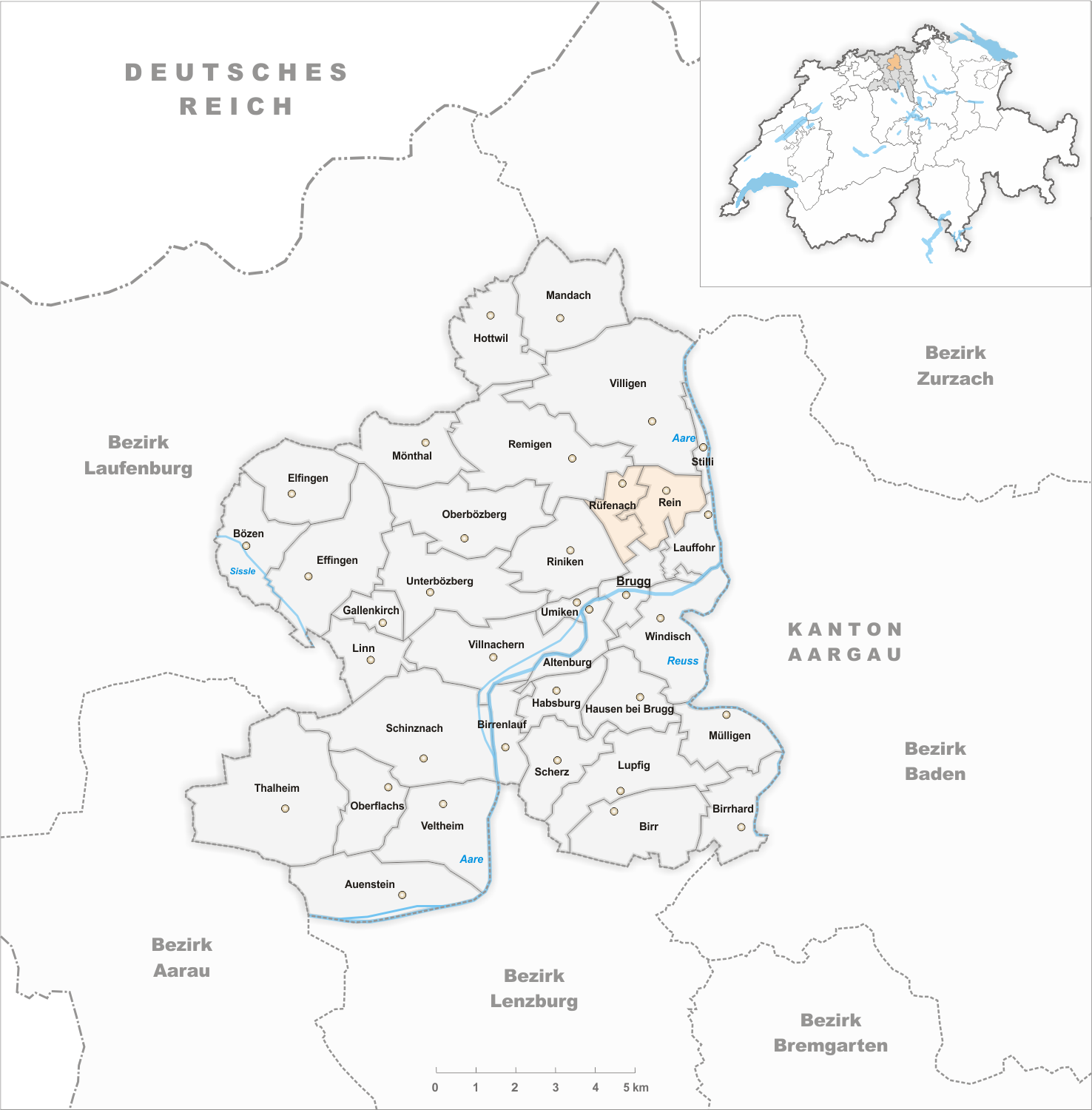
Gemeinden bis 1897
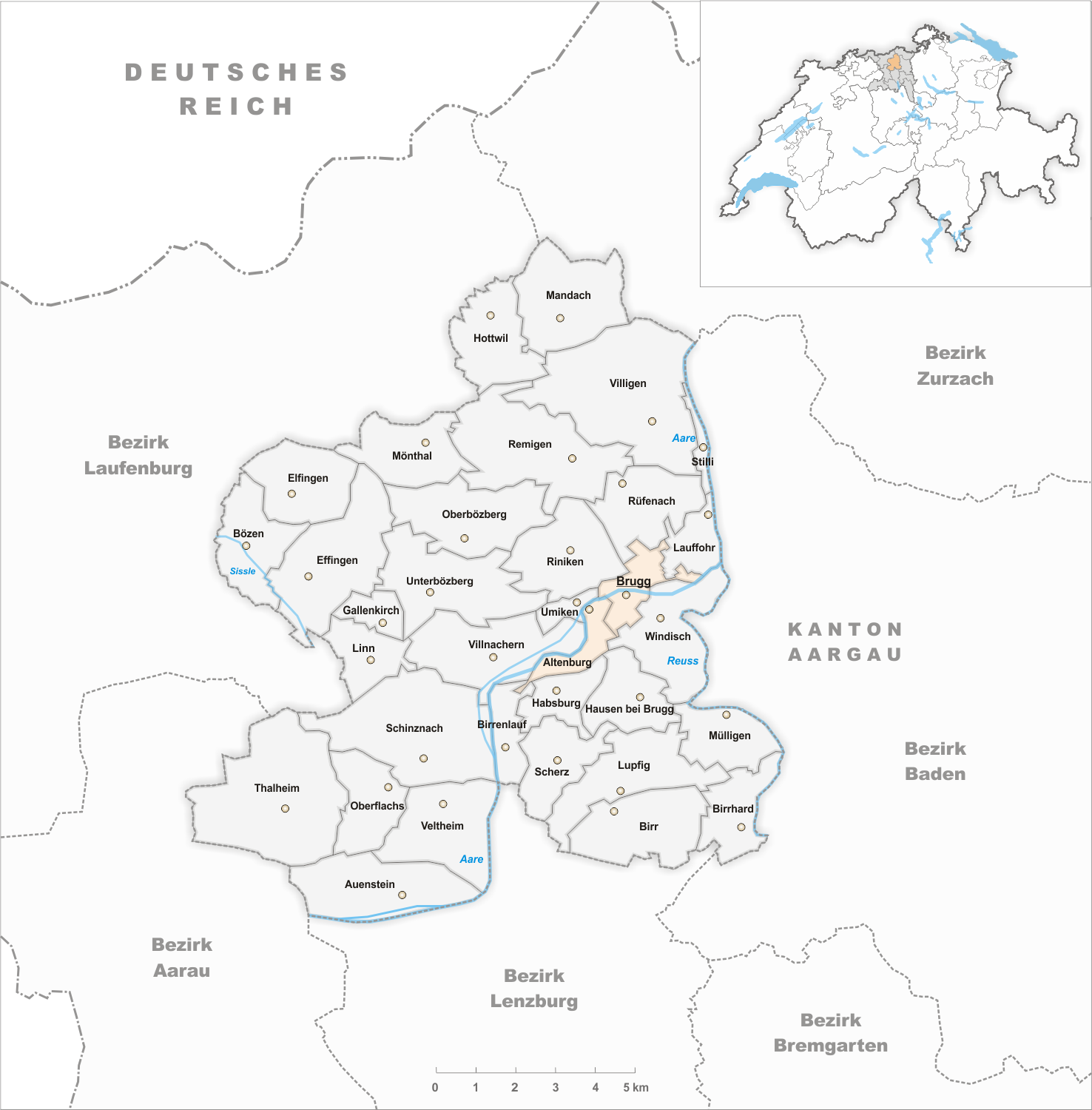
Gemeinden bis 1900
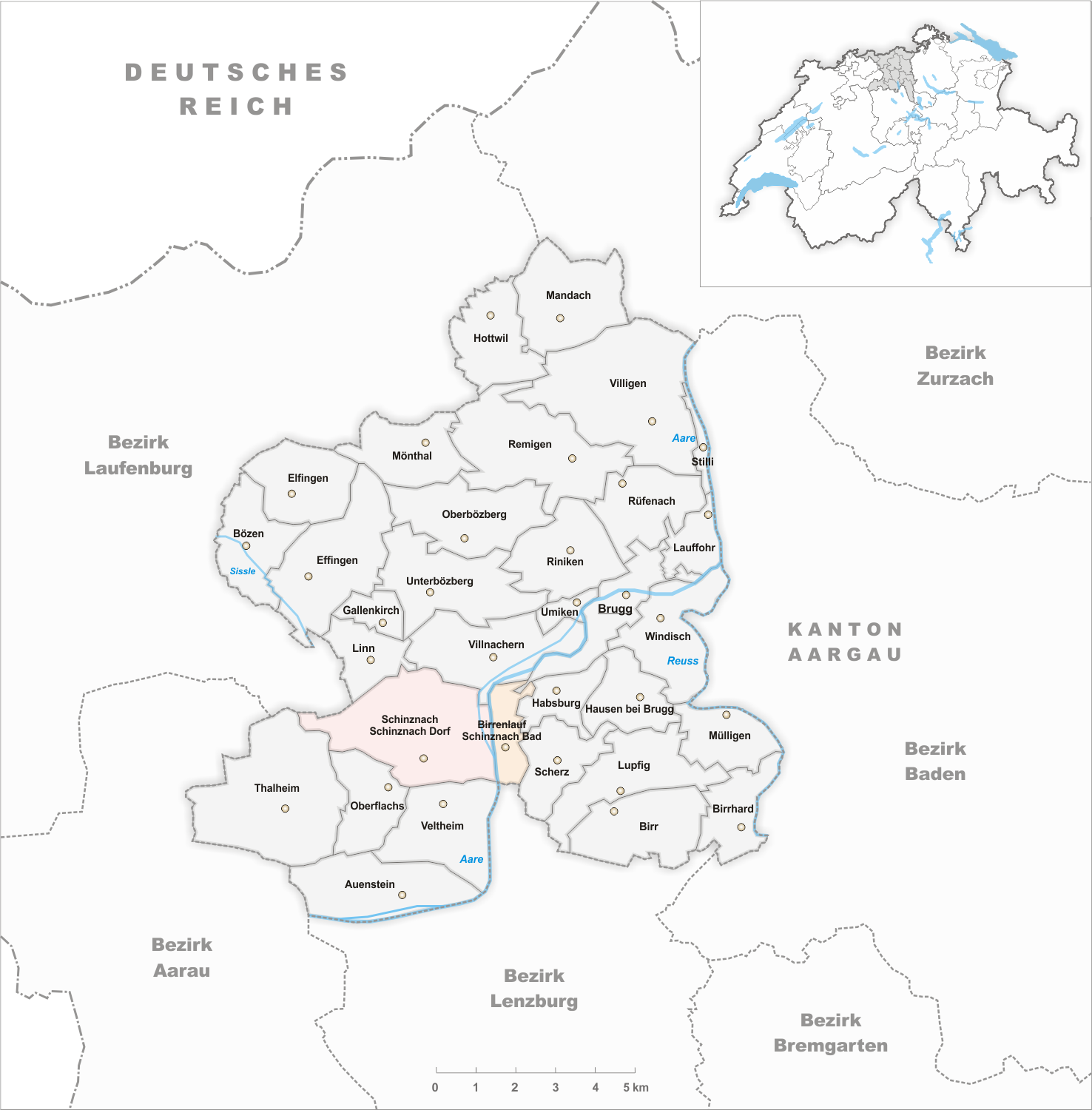
Gemeinden bis 1937
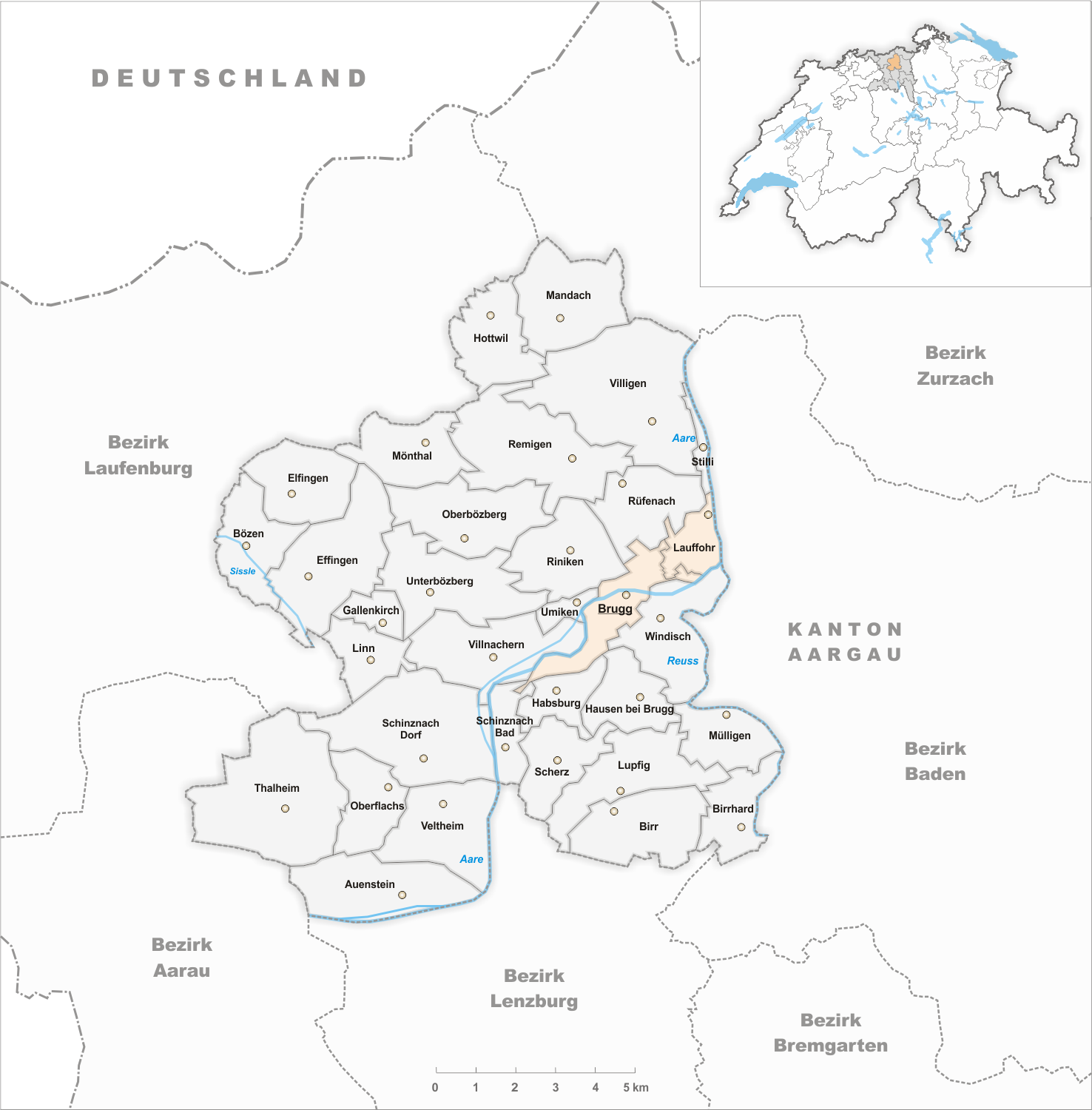
Gemeinden bis 1969
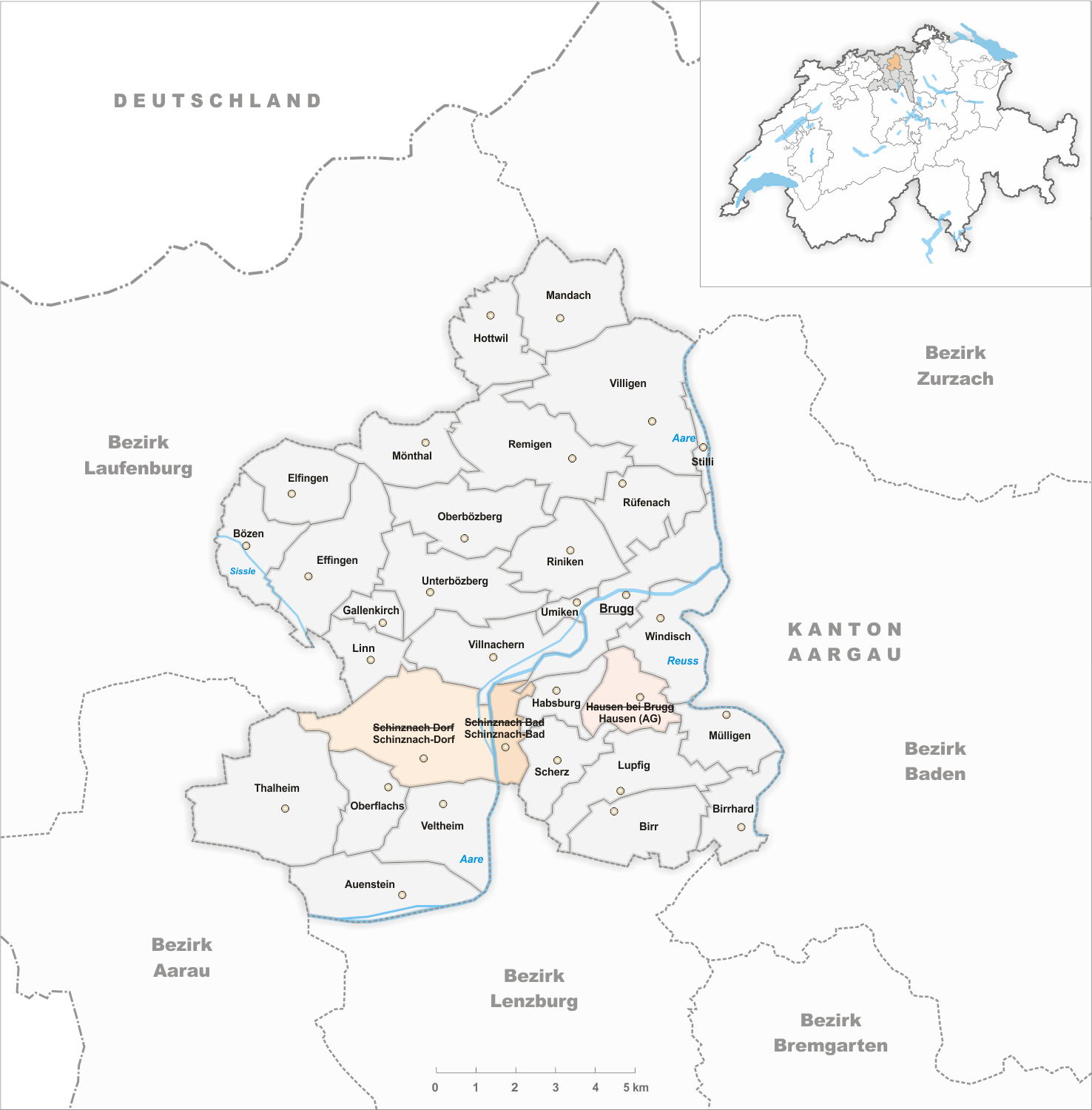
Gemeinden bis 2002
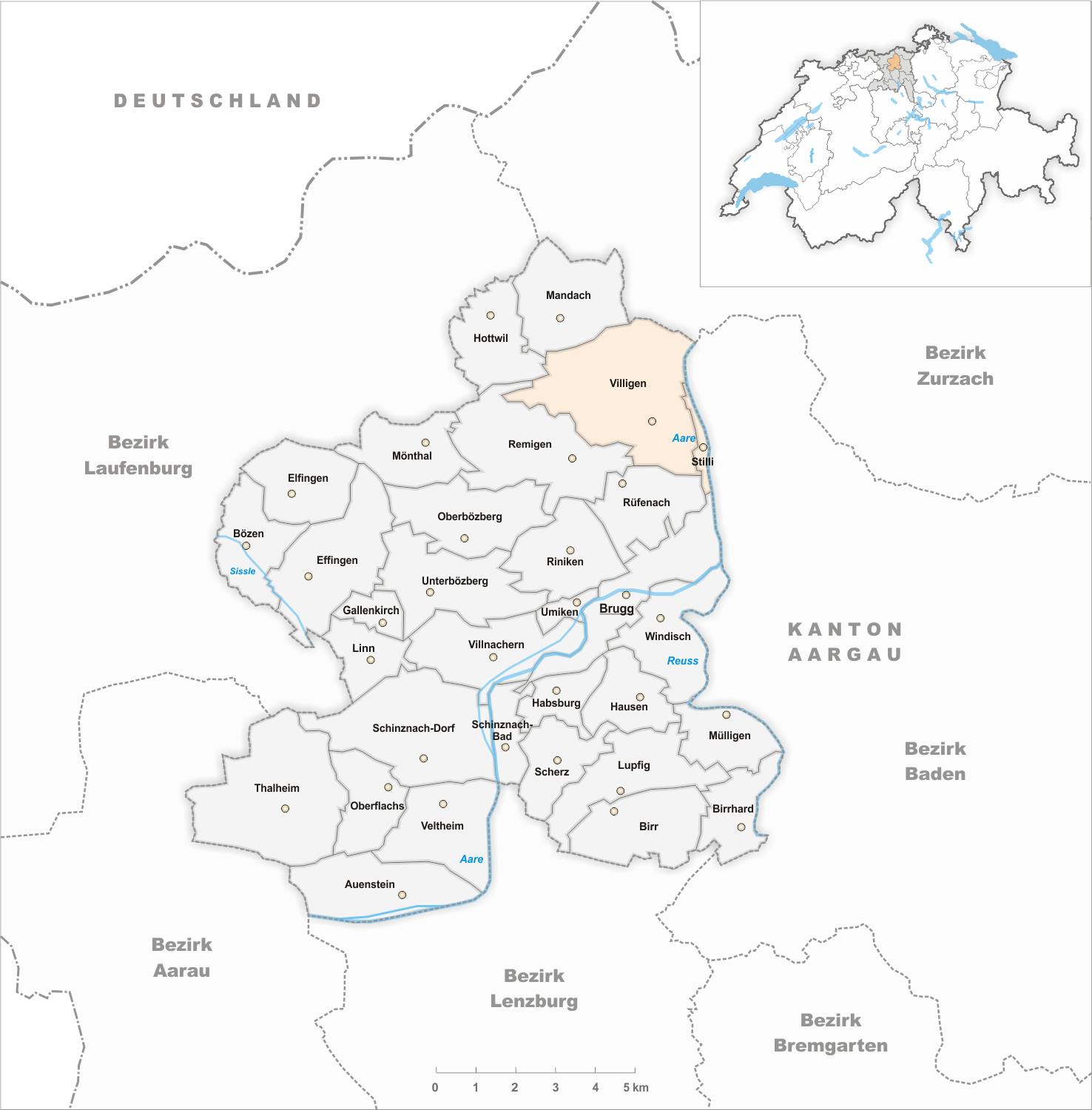
Gemeinden bis 2005
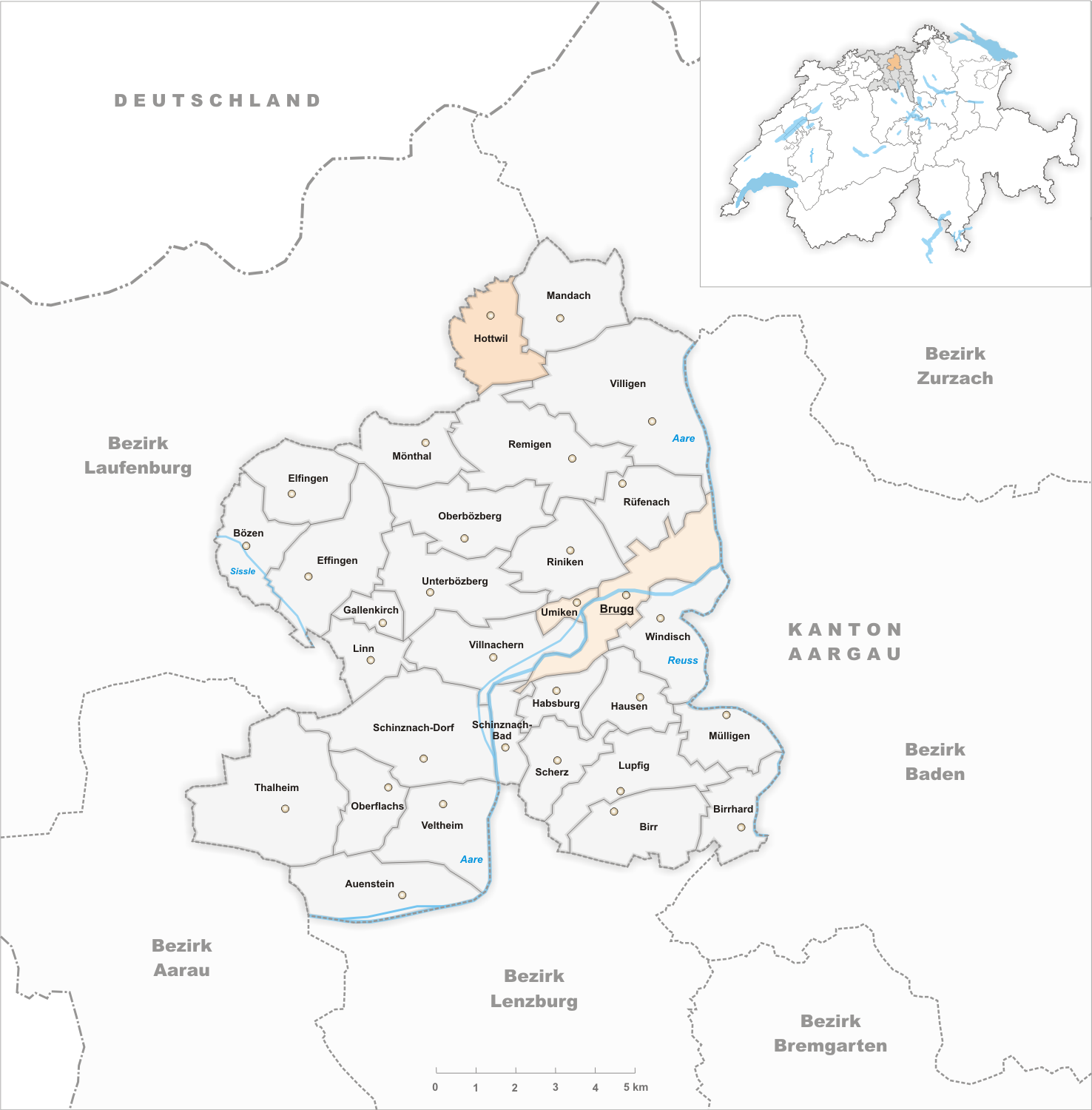
Gemeinden bis 2009
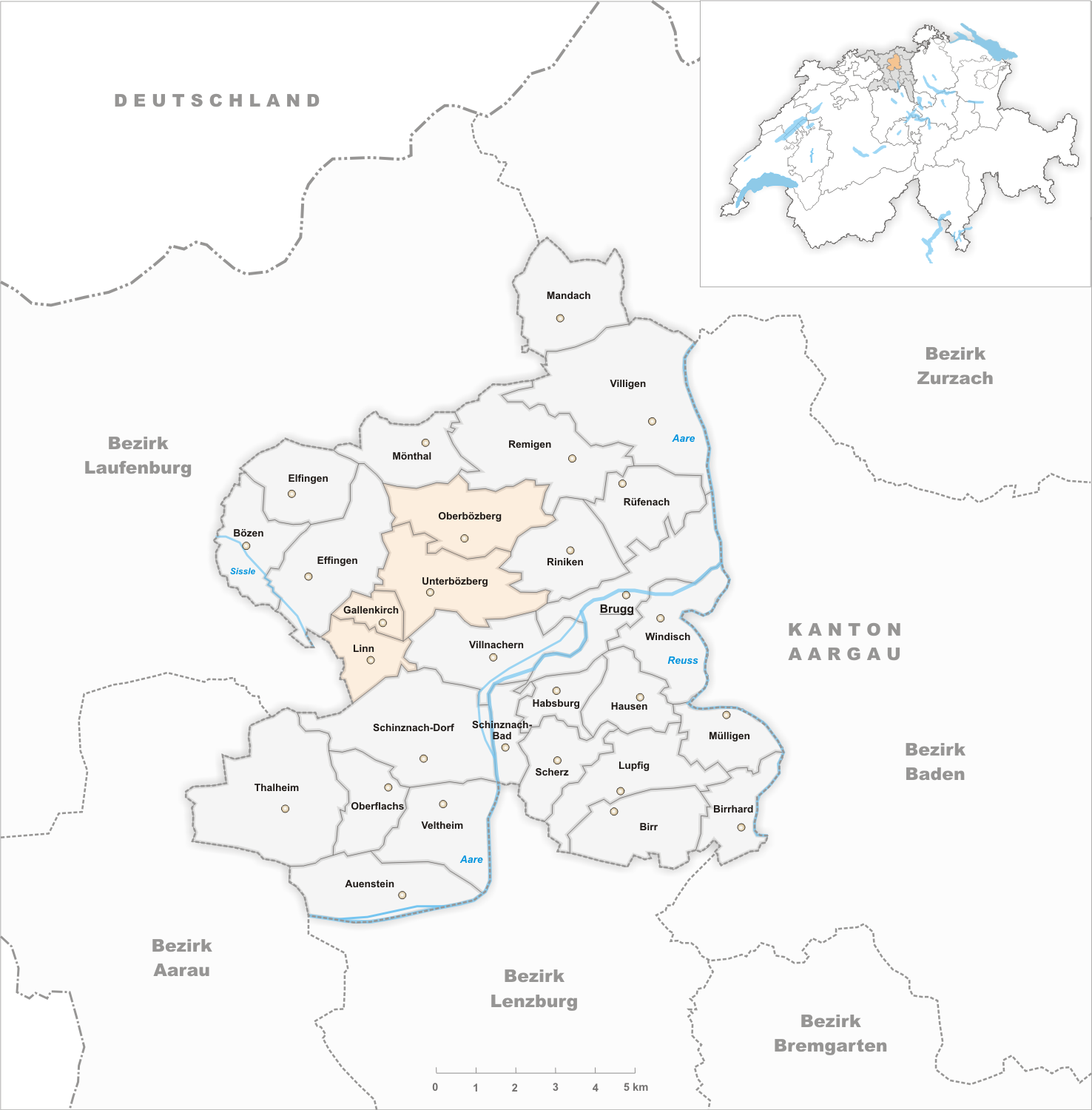
Gemeinden bis 2012
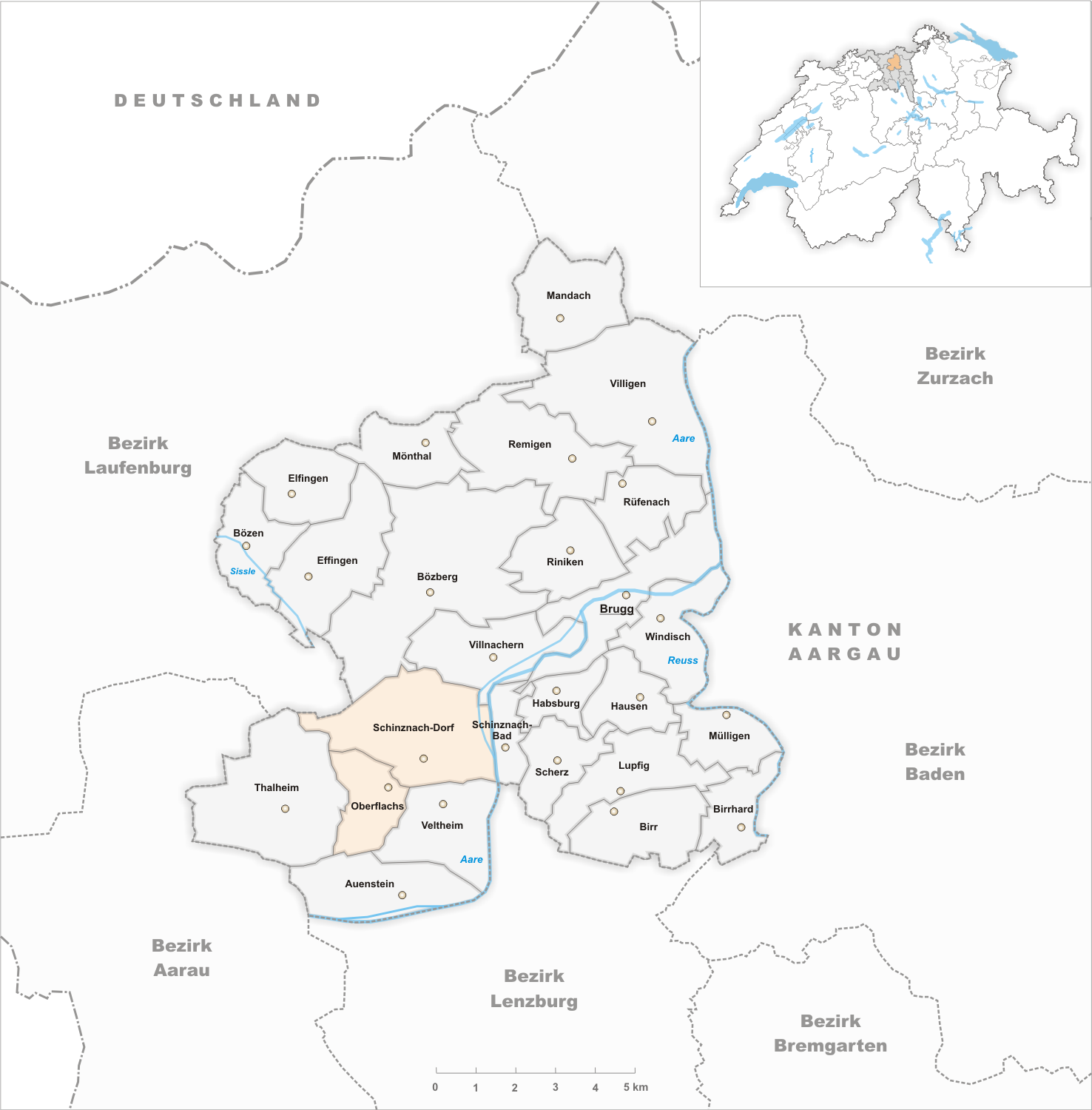
Gemeinden bis 2013
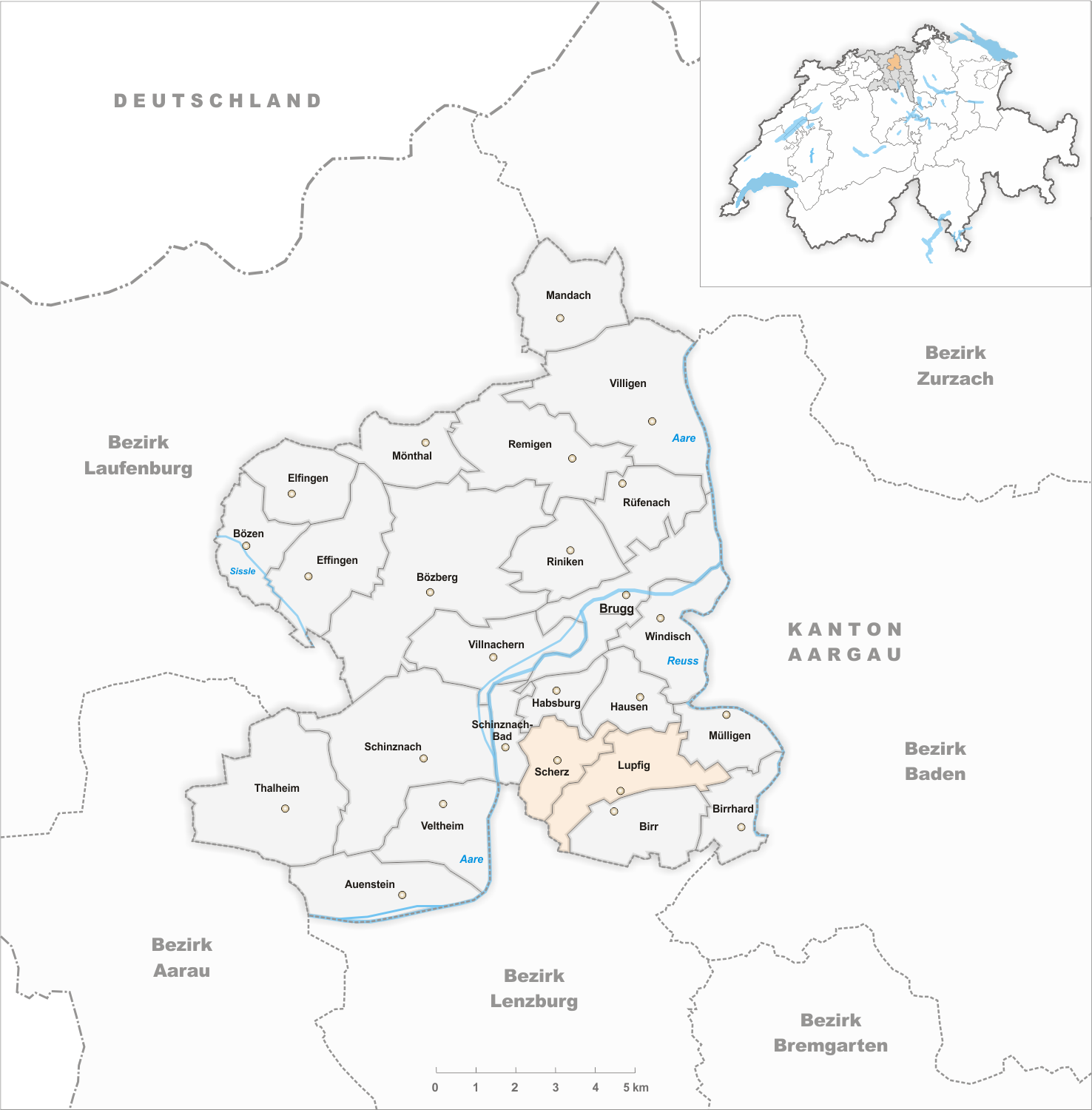
Gemeinden bis 2017
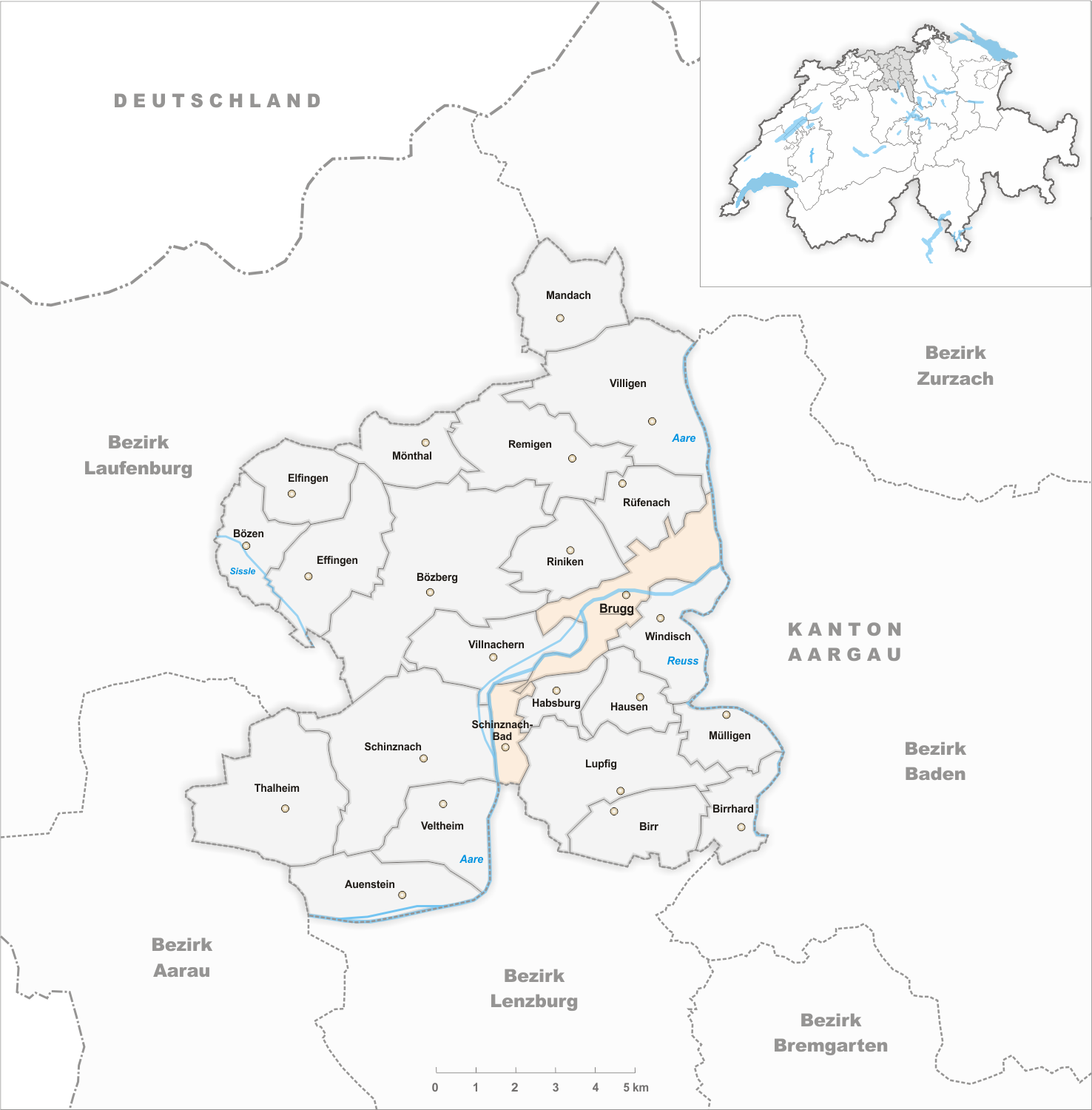
Gemeinden bis 2019
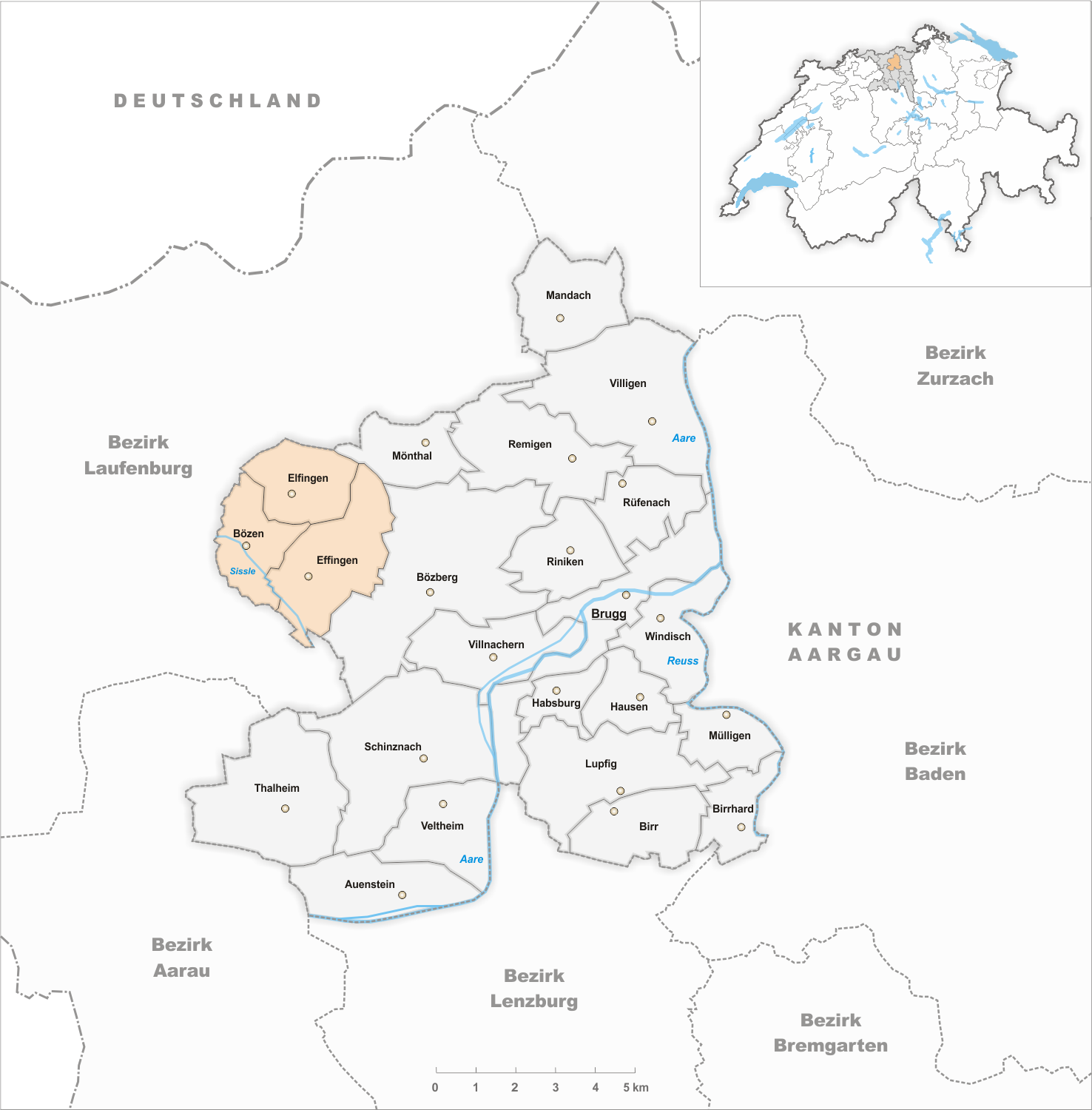
Gemeinden bis 2021

- 1803: Abspaltung von Hof Rein → Lauffohr, Rein, Rüfenach, Remigen, Stilli, Villigen
- 1840: Bezirkswechsel von Brunegg zum Bezirk Lenzburg
- 1873: Abspaltung von Bözberg → Oberbözberg und Unterbözberg
- 1898: Fusion Rein und Rüfenach → Rüfenach
- 1901: Fusion Altenburg und Brugg → Brugg
- 1938: Namensänderung von Birrenlauf → Schinznach-Bad
- 1938: Namensänderung von Schinznach → Schinznach-Dorf
- 1970: Fusion Brugg und Lauffohr → Brugg
- 2003: Namensänderung von Hausen bei Brugg → Hausen (AG)
- 2003: Namensänderung von Schinznach Bad → Schinznach-Bad
- 2003: Namensänderung von Schinznach Dorf → Schinznach-Dorf
- 2006: Fusion Villigen und Stilli → Villigen
- 2010: Fusion Brugg und Umiken → Brugg
- 2010: Fusion Hottwil, Etzgen, Mettau, Oberhofen und Wil → Mettauertal (das Gebiet der aufgelösten Gemeinde Hottwil liegt seither im Bezirk Laufenburg)
- 2013: Fusion Gallenkirch, Linn, Oberbözberg und Unterbözberg → Bözberg
- 2014: Fusion Oberflachs und Schinznach-Dorf → Schinznach
- 2018: Fusion Lupfig und Scherz → Lupfig
- 2020: Fusion Brugg und Schinznach-Bad → Brugg
- 2022: Fusion Bözen, Effingen, Elfingen und Hornussen → Böztal (das Gebiet der aufgelösten Gemeinden Bözen, Effingen und Elfingen liegt seither im Bezirk Laufenburg)

## Ortschaften
| PLZ  | Name der Ortschaft | Gemeinde   |
| ---- | ------------------ | ---------- |
|      | Fahr               | Auenstein  |
|      | Altstalden         | Bözberg    |
|      | Egenwil            | Bözberg    |
| 5224 | Gallenkirch        | Bözberg    |
|      | Kirchbözberg       | Bözberg    |
| 5224 | Linn               | Bözberg    |
|      | Neustalden         | Bözberg    |
| 5225 | Oberbözberg        | Bözberg    |
|      | Überthal           | Bözberg    |
| 5224 | Unterbözberg       | Bözberg    |
|      | Ursprung           | Bözberg    |
|      | Vierlinden         | Bözberg    |
| 5200 | Altenburg          | Brugg      |
|      | Auhof              | Brugg      |
| 5200 | Lauffohr           | Brugg      |
| 5116 | Schinznach-Bad     | Brugg      |
| 5222 | Umiken             | Brugg      |
| 5246 | Scherz             | Lupfig     |
|      | Ampferen           | Mönthal    |
|      | Trotte             | Mülligen   |
|      | Tiefgrueb          | Riniken    |
| 5235 | Hinterrein         | Rüfenach   |
| 5235 | Vorderrein         | Rüfenach   |
| 5108 | Oberflachs         | Schinznach |
| 5107 | Schinznach-Dorf    | Schinznach |
|      | Egghof             | Thalheim   |
|      | Kilholz            | Thalheim   |
| 5112 | Rischeln           | Thalheim   |
|      | Schenkenberg       | Thalheim   |
| 5233 | Stilli             | Villigen   |
|      | Oberburg           | Windisch   |
|      | Oberdorf           | Windisch   |
|      | Unterwindisch      | Windisch   |